# Darwin Pinzón
Darwin Darinel Pinzón Camaño (sinh ngày 2 tháng 4 năm 1994) là một cầu thủ bóng đá người Panama hiện tại thi đấu ở vị trí tiền vệ phải cho câu lạc bộ Panama Sporting San Miguelito.

## Sự nghiệp câu lạc bộ
Vào tháng 7 năm 2015, Pinzón gia nhập đội bóng hạng ba Tây Ban Nha Jumilla, nhưng không có giấy phép làm việc và trở lại Sporting San Miguelito vào tháng 9 năm 2015.

## Sự nghiệp quốc tế
Anh thi đấu cho Panama tại Giải vô địch bóng đá U-17 thế giới 2011 ở México.
Pinzón có màn ra mắt chính thức cho đội tuyển quốc gia vào ngày 21 tháng 8 năm 2014 trước Cuba (4–0), và anh ghi 2 bàn trong trận đấu. Anh cũng ghi bàn trong trận đấu quốc tế không chính thức, trước Guyana (2–0) năm 2012.

## Danh hiệu
San Miguelito
- Liga Panameña de Fútbol (1): Clausura 2013